# 南條玲子
南條 玲子（なんじょう れいこ、1960年7月12日 - ）は、東京都出身の元女優。

## 来歴・人物
中学生の時から陸上競技を始め、都立文京高校時代には陸上部に所属し、幅跳びと高跳びを得意とした。高跳びでは1m55cmの記録を持っている。
清泉女子大学英文科一年在学中の1979年、資生堂の月刊誌「花椿」が表紙モデルを募集しているのを知って応募。6000人の中から翌1980年の表紙に登場する12人に選ばれた(南條は1月号の表紙を飾った）。その後まもなく芸能プロダクションに所属し、文学座の研究生として演技の基礎を学んだ。
1980年秋、東宝創立50周年記念映画『幻の湖』（原作・脚本・監督：橋本忍。公開は1982年9月11日）のオーディションに参加。応募者1627名の中から主役の座を射止め、女優として本格的にデビューした。この時に大学は一時休学していたが、その後しばらく女優の仕事に恵まれなかったため、後に復学。大学ではイギリスの詩人、ジェラード・マンリ・ホプキンスを研究していたことで、卒業後は翻訳の仕事に就くことも考えていたが、「やり終えて満足感が残るような仕事は女優だけ」と思い直し、後に女優業に復帰。「週刊宝石」（光文社）1982年5月15日号に掲載されたデビュー直後のデータは、身長163センチ、B83・W57・H88。
1980年代後半から1990年代前半にかけて、2時間ドラマなどを中心に活躍した。また、映画『別れぬ理由』、2時間ドラマ『ポルノ女優小夜子シリーズ』などで惜しみなくヌードを披露するなど、美貌ながらもハードな濡れ場をこなす女優として知られた。
現在は芸能界を引退しており、消息も知られていない。

## 出演
ヒロイン役は太字。

### テレビドラマ
- 流れ星佐吉 第21話「娘に睨まれさあ大変!」（1984年8月21日、KTV）
- 火曜サスペンス劇場（NTV）
  - 「六月の花嫁シリーズ エンゲージリング」（1986年6月24日）
  - 「死ぬ前にすべき二、三の事柄」（1988年1月26日）
  - 「逆転判決　女弁護士水城邦子」（1989年5月2日）
  - 「失踪」（1991年12月10日）
  - 「京都・女性記者シリーズ 京都北国殺人街道 欲望はとめどなく、真偽を追って古美術の街金沢へ」（1993年2月9日）
  - 「お巡りさん」（1993年11月9日）
- 水曜ドラマスペシャル（TBS）
  - 「私はポルノ女優小夜子の恋」（1986年11月5日）
  - 「それゆけ孔雀警視」（1987年4月22日）
  - 「ポルノ女優 小夜子の冒険」（1987年9月9日）
- 間違いだらけの女磨き（1987年、CX）
- ダウンタウン物語 第9話～第15話（1987年12月1日 - 1988年1月19日、毎日放送） ※第2代 ヒロイン
- 土曜ワイド劇場（ANB）
  - 「奈良大和路茶の湯の旅 家元相続をめぐる女たちの華麗な闘い」（1987年8月1日）
  - 「珊瑚色ラプソディ殺人事件　南国の海オクマビーチに消えた女」（1988年4月23日）
  - 「牟田刑事官事件ファイル8 湯けむり伊豆半島、女たちの殺人スポーツツアー」（1988年4月30日）
  - 「名探偵・金田一耕助 夜歩く女」（1990年9月1日） - 八千代役
  - 「江戸川乱歩の美女シリーズ　神戸六甲幻の美女」（1989年8月26日）　- 舞谷藤子役
  - 「魔性の殺人　幽霊からの脅迫電話!?　軽井沢夫人は二度死ぬ」（1993年10月16日）　凖ヒロイン
  - 「和久峻三ミステリー 京都殺人案内・雪降る北の港町」（1994年3月19日）
  - 「温泉若おかみの殺人推理 山陰城崎 - 女3人死体連れ!」（1994年7月30日）
  - 「真夏のセレクション2 軽井沢、殺しのレクイエム」（1994年8月13日）
- 水戸黄門 （TBS / C.A.L）
  - 第17部 第17話「黄門様のおしのび指南・松山」（1987年12月21日） - おそで役
  - 第18部 第6話「めざす敵は領主様・佐野」（1988年10月17日） - お光役
  - 第19部 第13話「待ったなし人間将棋・天童」（1989年12月18日） - お民役
  - 第22部 第27話「女たちの復讐・大聖寺」（1993年11月15日） - 志津役
  - 第23部 第30話「世直し剣が悪を斬る・今治」（1995年3月6日） - かすみ役
- ザ・ドラマチックナイト「となりの女　危険な週末、危険な情事、愛が殺意を、3年目に現れた女の秘密とは」（1988年3月4日、CX）　準主役
- 女はいつも涙する （1988年、TBS）
- 代議士の妻たち（1988年、TBS）
- 銀河テレビ小説（NHK）
  - しあわせ志願（1988年）- 石井典子役
- 帰っていいのよ、今夜も（1988年、TBS）
- プロポーズは週末に（1988年、TBS）
- 仙台着14時46分 東北新幹線の女 松島湾めぐり密会の旅（1988年、ANB）
- 月曜・女のサスペンス（TX）
  - 「夏樹静子トラベルサスペンス 恐怖の中央高速」（1988年6月20日）
  - 「京都の女－京都・宇治連続殺人事件」（1992年2月24日）
- 土曜ドラマスペシャル（TBS）
  - 「ポルノ女優小夜子の遺産」（1988年7月16日）
  - 「カラダ記念日」（1989年2月4日）　※サラダ記念日のパロディ。
  - 「ポルノ女優小夜子の最後の冒険」（1989年7月8日）
- 男と女のミステリー（CX）
  - 「マル秘を盗聴する女」（1988年8月5日）
  - 「彼らのいちばん危険な夜」（1988年12月8日）
  - 「スペシャル　海流1」（1990年5月25日）
- 23時の女たち（1988年、TBS）
- 結婚詐欺の方法 教えます（1988年、三宅裕司主演、ビデオ化作品）
- 火曜スーパーワイド「湯の町駅伝　坊主が走る!芸者が走る!ヤッちゃんも走る!」（1988年11月8日、ABC）
- 彼らのいちばん危険な夜（1988年12月9日、CX）
- 新春ドラマスペシャル「ブルーカナリア」（1989年1月14日、NTV）
- 木曜ゴールデンドラマ（YTV）
  - 「家族病棟」（1989年6月8日）
  - 「松本清張サスペンス 結婚式」（1989年9月21日） - 佐伯光子役
  - 「殺意の彩」（1991年4月25日）
- 月曜ドラマスペシャル（TBS）
  - 「夏樹静子の第三の女」（1989年10月16日）
  - 「横浜ベイブリッジ殺人事件」（1990年11月5日）
  - 「刑事ガンさん2　京都嵐山紅葉祭り殺人事件」（1993年3月15日）
- 炎の旅路（1990年、THK）- 千春 役
- 火曜ミステリー劇場（ANB）
  - 「赤川次郎スペシャル　三毛猫ホームズの感傷旅行　男女7人同窓会ツアー連続殺人!」（1990年8月7日）- 中尾千恵 役
  - 「森村誠一スペシャル　超高層ホテル殺人事件」（1990年12月25日）
  - 「西村京太郎スペシャル 特急ひたち奥久慈温泉殺人ルート」（1990年11月6日）
  - 「十津川警部の対決 寝台特急「さくら」長崎に消えた女!」（1991年3月26日）
- NHK大河ドラマ（NHK）
  - 「翔ぶが如く」 第2部 第5話～18話（1990年）
- 刑事貴族 第1シリーズ　第16話「その時、愛を抱いて逝った」（1990年9月28日、NTV）
- 鬼平犯科帳 第2シリーズ 第2話「雲竜剣」（1990年、CX） - お妙 役
- 月影兵庫あばれ旅 第2シリーズ 第6話「妖しい姫君の野望! 」（1990年、TX） - 数姫 役
- 女無宿人 半身のお紺 第11話「吹雪は去りました」（1991年、TX）
- 岡っ引どぶ 第5話「京洛殺人事件」（1991年5月8日、CX） - 空蝉・桜子 役
- 金曜ドラマシアター「海流II　疑惑の旅路」（1991年5月17日、CX）
- 幕府お耳役檜十三郎 第12話「殺しの絵図の裏のウラ」（1991年6月23日、TX）
- 秋の特別企画「離婚仕掛け人が走る!」（1991年10月9日、NTV）
- さすらい刑事旅情編IV 第5話「防犯カメラに写った女！美人教師の災難」（1991年、ANB）
- 結婚しないかもしれない症候群（1991年、NTV）- まり子 役
- 京都三船祭殺人事件（1991年）
- 銭形平次 (北大路欣也版)（CX / 東映）
  - 第1シリーズ 第9話「蛇の目傘の女」（1991年）　ゲスト
  - 第2シリーズ 第14話「顔のない盗賊」（1992年） ゲスト
  - 第3シリーズ 第2話「死霊のお告げ」（1993年） ゲスト
  - 第4シリーズ 第11話「奇妙な約束」（1994年） - おぶん 役
  - 第7シリーズ 第4話「残酷な遺言」（1998年） - おこん 役
- 12時間超ワイドドラマ「天下の副将軍水戸光圀 徳川御三家の激闘」（1992年1月2日、TX）
- 半七捕物帳 第13話「氷雨の女」（1992年1月19日、NTV） - 小蝶 役
- 愛情物語（1992年3月30日 - 9月25日、YTV / 吉本興業）- 水島由紀 役
- スペシャルドラマ「ル・マンへ熱き涙を」（1992年6月15日、ANB） - 沢村明美 役
- 豆腐屋直次郎の裏の顔 第2話「美人が隠した二億四千万」（1992年7月14日、ABC / アズバーズ） - 水野夕子 役
- 愛しの刑事 第14話「第14話「夫の誘拐を隠す妻!愛に揺れて・・・・」（1993年2月7日、ANB / 石原プロ） - 宇田川明子 役
- セールスレディは何を見た（1993年4月15日 - 6月24日、ANB / 東映）
- はだかの刑事 第25話「拳銃とお弁当」（1993年8月6日、NTV / 東映）
- チンチン電車（1993年9月15日、NHK）
- サスペンス・魔「ある男の三日間」（1993年9月20日、KTV） - 森林に現れる少女の役
- 名奉行 遠山の金さん （ANB / 東映）
  - 第5シリーズ 第28話「過去を背負った二人の女」（1993年） - お葉 役
  - 第6シリーズ 第11話「復讐の女絵草子」（1994年） - 桐江 役
- 金曜エンタテイメント（CX）
  - 「太陽とお月さま　家出若妻とイキ遅れ銀行員、３億円持って大逃亡！男に捨てられた女達の意地と執念!!」（1994年3月18日）
- 喧嘩屋右近（1994年、TX）
- 初春ドラマスペシャル「花のれん　細腕一本で日本国中を笑いの渦にまき込んだ女性興業師　知恵と度胸の奮戦記」（1995年1月1日、TX）
- 土曜ドラマ 家族旅行 （1995年、NHK）
- 夏樹静子サスペンス　一瞬の魔・衝撃の結末（1996年2月6日、CX）
- 雲霧仁左衛門 第12話「引き込み」（1996年3月14日、CX / 松竹） - お時 役

### 映画
- 幻の湖（1982年、東宝） - 尾坂道子 役
- 乱（1985年、東宝 / 日本ヘラルド映画）- 秀虎の側室 役
- BE FREE!（1986年、東映） - 西條先生 役
- さらば愛しき人よ（1987年、松竹） - 石橋由美子 役
- 別れぬ理由（1987年、東映） - 岡部葉子役
- リボルバー（1988年、シネ・ロッポニカ） - 山川亜代 役
- 丹波哲郎の大霊界2 死んだらおどろいた!!（1990年、松竹富士） - 岡本美香 役

### バラエティー番組
- 味の素ごちそうさまワールド・地球おいしいぞ!! （NTV）